# آلدرد لوملی
آلدرد لوملی (انگلیسی: Aldred Lumley؛ ۱۶ نوامبر ۱۸۵۷ – ۴ مارس ۱۹۴۵) سرباز و سیاستمدار اهل بریتانیا بود. وی همچنین برندهٔ جوایزی همچون نشان بند جوراب شده‌است.